# Pintura do simbolismo

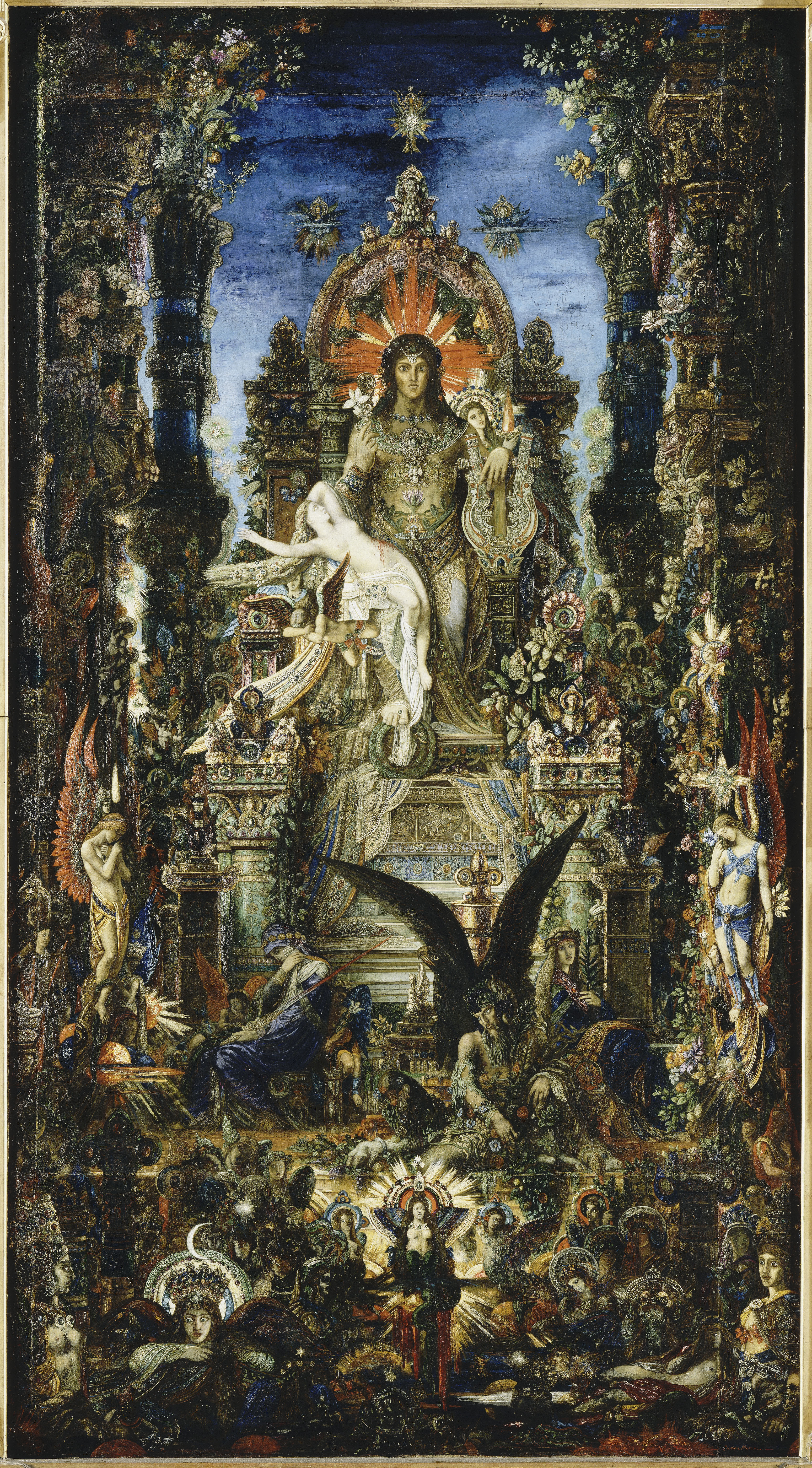
Júpiter e Semele (1894-1895), de Gustave Moreau, Museu Gustave Moreau, Paris

A pintura simbolista foi uma das principais manifestações artísticas do simbolismo, movimento cultural surgido no final do século XIX na França e que foi desenvolvido por vários países europeus. O início dessa tendência ocorreu na poesia, especialmente graças ao impacto de Las flores del mal (1868), de Charles Baudelaire, que influenciou fortemente uma geração de jovens poetas, incluindo Paul Verlaine, Stéphane Mallarmé e Arthur Rimbaud. O termo "simbolismo" foi cunhado por Jean Moréas em um manifesto literário publicado no Le Figaro em 1886. As premissas estéticas do simbolismo passaram da poesia para outras artes, especialmente pintura, escultura, música e teatro. A cronologia desse estilo é difícil de estabelecer, o ponto alto é entre 1885 e 1905, mas desde a década de 1860 já existiam obras que apontavam para o simbolismo, enquanto seu ponto culminante pode ser estabelecido no início da Primeira Guerra Mundial.
Na pintura, o simbolismo era um estilo de cunho fantástico e onírico que surgiu como uma reação ao naturalismo da corrente realista e impressionista, frente a cuja objetividade e descrição detalhada da realidade se opuseram a subjetividade e a encarnação do oculto e do irracional frente à representação, a evocação ou a sugestão. Assim como na poesia o ritmo das palavras servia para expressar um significado transcendente, na pintura buscava-se o caminho da cor e da linha para expressar as ideias. Nesse movimento, todas as artes estavam relacionadas e, assim, a pintura de Redon era frequentemente comparada à poesia de Baudelaire ou à música de Debussy.

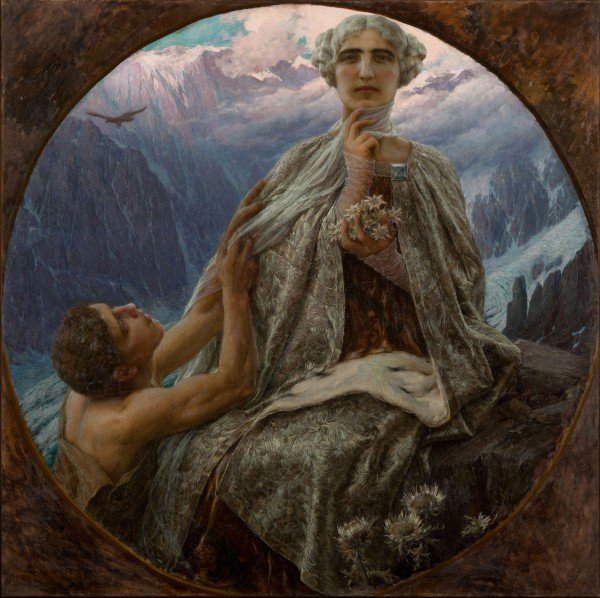
"O cume" de 1912, obra simbolista do pintor Cesare Saccaggi, de Tortona. O cume da montanha é representado por esta figura humana suntuosamente vestida, com edelvais na mão, à qual um jovem vestido de trapos e exausto no ato de fazer seu último esforço tenta dolorosamente agarrar-se; esta é uma cena que traduz um conceito típico da filosofia alemã do século XIX, o de "esforço" (Streben): enquanto a figura impassível simboliza a meta inatingível, o jovem exausto é o símbolo do desejo do homem de se superar na continuação e para estabelecer metas cada vez maiores e mais difíceis.

Este estilo colocava uma ênfase especial no mundo dos sonhos e misticismo, bem como em vários aspectos da contracultura e marginalidade, como o esoterismo, o satanismo, o terror, a morte, o pecado, o sexo e a perversão—sintomático neste sentido é o fascínio destes artistas para a figura da femme fatale. Tudo isso se manifestou em consonância com o decadentismo, tendência cultural finissecular que incidia sobre os aspectos mais existenciais da vida e no pessimismo como atitude vital, bem como a evasão e exaltação do inconsciente. Outra tendência ligada ao simbolismo foi o esteticismo, uma reação ao utilitarismo vigente na época e à feiura e materialismo da era industrial. Contra isso, arte e beleza ganharam autonomia própria, sintetizada na fórmula de Théophile Gautier "arte pela arte" (L'art pour l'art). Alguns artistas simbolistas também estavam ligados à teosofia e organizações esotéricas como a Rosacruz. Deve-se notar que estilisticamente havia grande diversidade dentro da pintura simbolista, conforme se denota pela comparação do exotismo suntuoso de Gustave Moreau com a serenidade melancólica de Pierre Puvis de Chavannes.
O simbolismo pictórico foi relacionado a outros movimentos anteriores e posteriores: o pré-rafaelismo costuma ser considerado um antecedente desse movimento, enquanto que, já começado o século XX, formou tronco junto ao expressionismo, especialmente graças a figuras como Edvard Munch e James Ensor. Por outro lado, algumas escolas ou associações artísticas como a Escola de Pont-Aven ou o grupo dos Nabis são consideradas simbolistas ou diretamente relacionadas com o simbolismo. Eles também foram herdeiros até certo ponto do neoimpressionismo, cuja técnica pontilhista foi a primeira a romper com o naturalismo impressionista. Por outro lado, o pós-impressionista Paul Gauguin exerceu uma influência poderosa nos primórdios do simbolismo, graças à sua ligação com a Escola Pont-Aven e ao cloisonismo. Esta vertente também foi ligada ao modernismo, conhecido como art nouveau na França, Modern Style no Reino Unido, Jugendstil na Alemanha, Sezession na Áustria ou Liberty na Itália.

## Características gerais

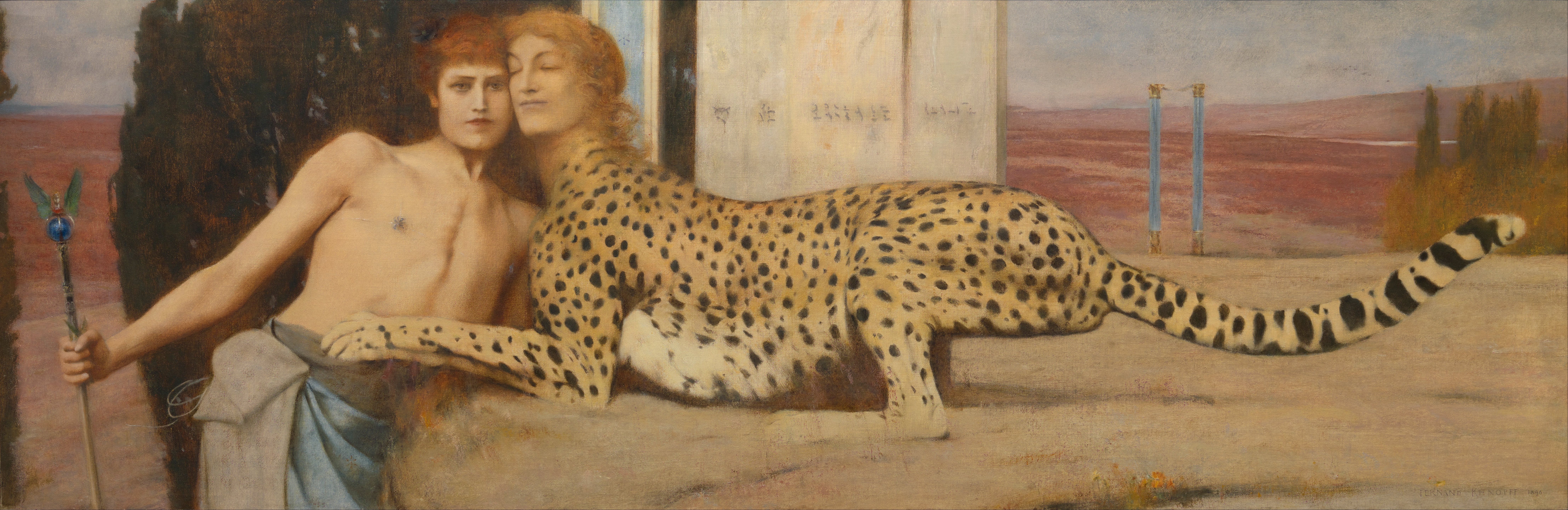
A Arte (As carícias, a esfinge) (1896), de Fernand Khnopff, Museus Reais de Belas-Artes da Bélgica, Bruxelas

O simbolismo surgiu como uma reação às múltiplas tendências ligadas ao realismo no campo da cultura ao longo do século XIX. Fatores como o progresso da ciência desde o Renascimento—que nesse século levou ao positivismo científico, o desenvolvimento da indústria e do comércio originado com o capitalismo e a Revolução Industrial, a preferência da burguesia pelo naturalismo cultural e o surgimento do socialismo com sua tendência ao materialismo filosófico, propiciaram ao longo do século uma clara preferência pelo realismo artístico, que foi denotado em movimentos como a pintura realista e impressionismo. Em contraposição a isso, primeiro os poetas e depois os artistas expressaram uma nova forma de entender a vida, mais subjetiva e espiritual, reflexo de suas angústias existenciais em um momento de perda de valores morais e religiosos, motivo pelo qual se adentraram na busca por uma nova linguagem e uma nova categoria de valores que manifestassem seu mundo interior, suas crenças, suas emoções, seus medos, seus desejos. Segundo Johannes Dobai, "a arte simbolista tende a generalizar, por meio de imagens, uma experiência individual, ou melhor, inconsciente, do mundo".
O simbolismo foi um movimento eclético, reunindo vários artistas com preocupações e sensibilidades comuns. Mais do que um estilo homogêneo, foi um amálgama de estilos agrupados por uma série de fatores comuns, como temáticas, modos de entender a vida e a arte, influências literárias e musicais, e uma oposição ao realismo e ao positivismo científico. Foi um movimento às vezes contraditório, que mesclava por um lado o anelo de modernidade e de ruptura com a tradição, junto com, por outro lado, a nostalgia do passado, a feiura do decadentismo junto com a beleza do esteticismo, a serenidade com a exaltação, a razão com a loucura. Há também uma sobreposição entre vários estilos que coexistem simultaneamente: neoimpressionismo e pós-impressionismo, modernismo, simbolismo, sintetismo, ingenuísmo; bem como entre as artes plásticas: pintura, escultura, ilustração, artes decorativas, e entre estas e a poesia, o teatro, a música.

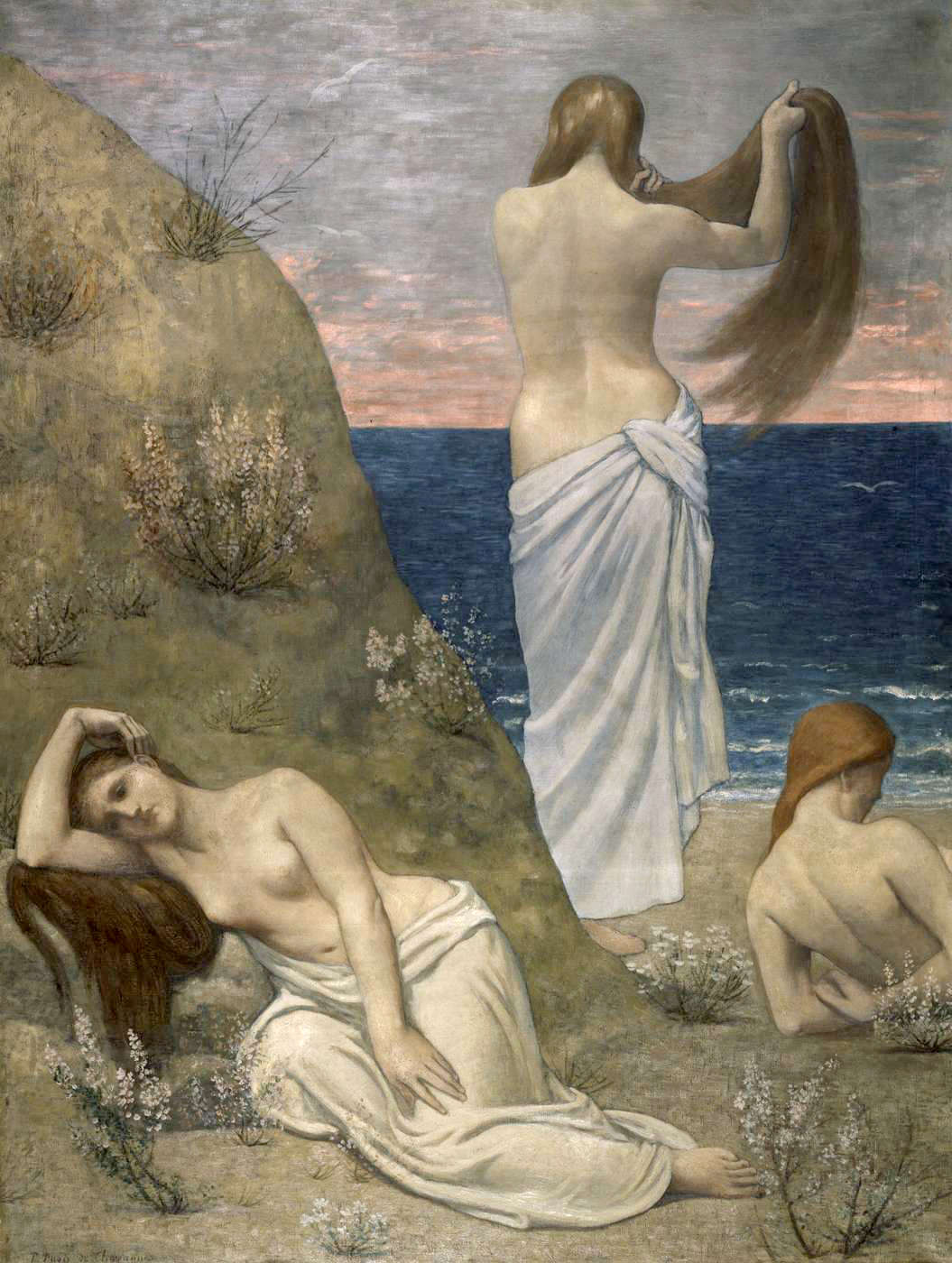
Moças à beira-mar (1879), de Pierre Puvis de Chavannes, Museu Orsay, Paris

A historiografia da arte encontrou dificuldades em estabelecer parâmetros estilísticos comuns para o simbolismo. Por algum tempo, considerou-se simbolista qualquer obra de arte da segunda metade do século XIX de conteúdo onírico ou psicológico. Por fim, considerou-se que se tratava de uma corrente cultural de amplo espectro que percorria uma linha do tempo entre o final do século XIX e o início do XX desenvolvida em toda a Europa—inclusive na Rússia—e com algumas reminiscências nos Estados Unidos, uma corrente que aglutinava total ou parcialmente diversos estilos autônomos, como o pré-rafaelismo inglês, os Nabis franceses, o modernismo presente, por exemplo, em Gustav Klimt, ou mesmo um expressionismo incipiente perceptível na obra de Edvard Munch. De acordo com Philippe Jullian, "não existiu jamais uma escola de pintura simbolista, mas sim um gosto simbolista."
O simbolismo exalta a subjetividade, a experiência interior. De acordo com Amy Dempsey, "Os simbolistas foram os primeiros artistas a declarar que o verdadeiro objetivo da arte era o mundo interno do estado de ânimo e das emoções, ao invés do mundo objetivo das aparências externas." Para tanto, utilizaram o símbolo como veículo de expressão de suas emoções, o que se plasmou em imagens de forte conteúdo subjetivo e irracional, em que predominam os sonhos, as visões e os mundos fantásticos recriados pelo artista, com certa tendência ao mórbido e perverso, ao erotismo atormentado, à solidão e angústia existencial.
Nesse estilo, o símbolo é um "agente de comunicação com o mistério", permitindo que intuições e processos mentais ocultos sejam expressos de uma forma que não seria possível em um meio de expressão convencional. O símbolo deixa patente o ambíguo, o misterioso, o inexprimível, o oculto. A arte simbolista exalta a ideia, o latente, o subjetivo, é uma exteriorização do eu do artista. Daí seu interesse por conceitos intangíveis, a religião, a mitologia, a fantasia, a lenda, bem como o hermetismo, o ocultismo e inclusive o satanismo. Segundo o crítico Roger Marx, eram artistas que buscavam "dar forma ao sonho".

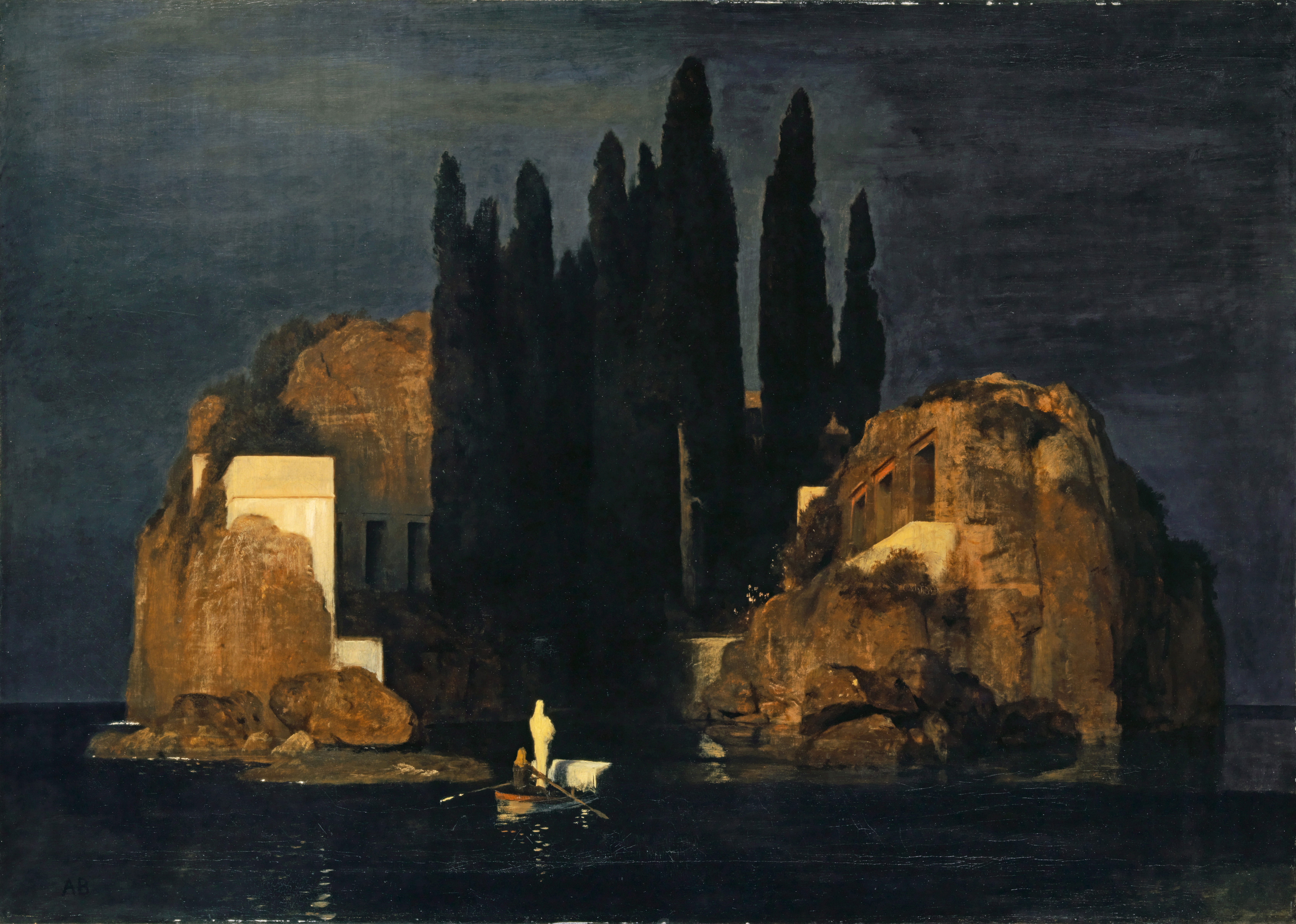
A Ilha dos Mortos (1880), de Arnold Böcklin, Kunstmuseum, Basel

Contra o naturalismo defende-se a artificialidade, contra o moderno, o primitivo, contra o objetivo, o subjetivo, contra o racional, o irracional, contra a ordem social, a marginalização, contra o consciente, o oculto e misterioso. O artista já não recria a natureza, mas constrói o seu próprio mundo, liberta-se expressiva e criativamente, aspira à obra de arte total, na qual cuida de todos os detalhes e se torna um criador absoluto. Paul Cézanne considerava a arte como "uma harmonia paralela à natureza"; e Oscar Wilde afirmou que “a arte é sempre mais abstrata do que imaginamos. A forma e a cor nos falam de forma e cor, e isso é tudo". Com a arte simbolista, a autonomia da linguagem artística é alcançada: a arte rompe com a tradição e constrói um universo paralelo, abonando um terreno virgem que servirá de base para novas formas de compreensão da arte neste início de século XX: as vanguardas históricas.
O simbolismo foi também um intento de salvar a cultura humanística ocidental, questionada desde que a revolução copernicana relegara a Terra como centro do universo e, especialmente, desde que a teoria da evolução darwiniana relegara o ser humano de sua condição de soberano da criação. Diante do excessivo cientificismo da cultura ocidental oitocentista, os simbolistas buscam resgatar os valores humanos, mas se encontram em um cenário em que estes já estão desvirtuados, em crise, portanto o que recuperam são valores em decadência, o lado mais obscuro do ser humano, mas o único que podem resgatar. Segundo o historiador da arte Jean Clair, seu "objetivo era transformar a crise cultural que atingiu seu apogeu na belle époque em uma cultura de crise".

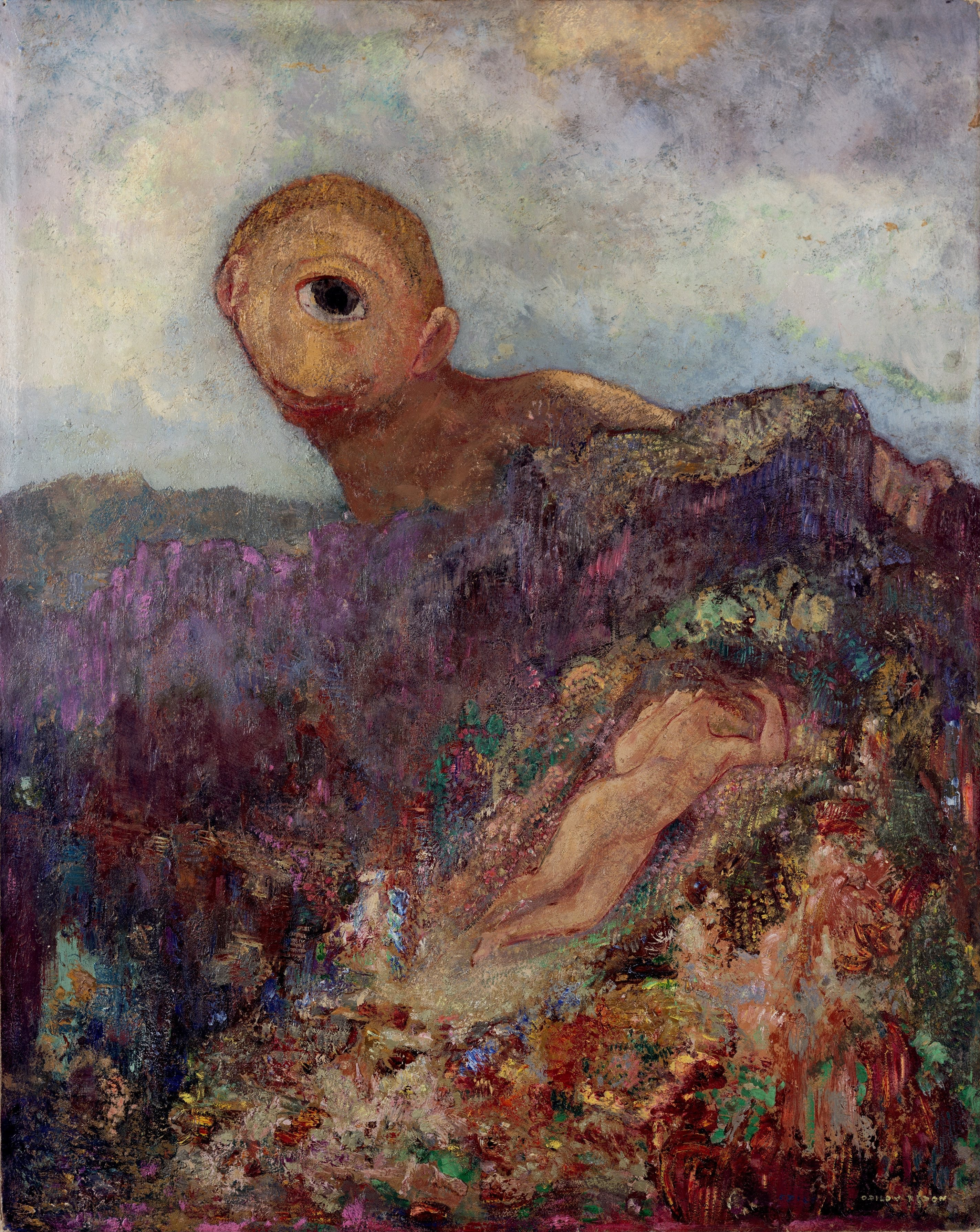
O cíclope (1914), de Odilon Redon, Museu Kröller-Müller, Otterlo

Uma das características essenciais do simbolismo era a subjetividade, a exaltação do individualismo, o temperamento pessoal, a rebelião individual. Remy de Gourmont disse que "o simbolismo é, embora excessivo, intempestivo e pretensioso, a expressão do individualismo na arte"; e Odilon Redon era de opinião que "o futuro está em um mundo subjetivo". Esta exaltação da vontade individual acarreta a ausência nesta corrente de marcas estilísticas distintivas que sejam comuns a todos os artistas, os quais se unem mais por uma série de conceitos abstratos em vez de um programa metodológico estabelecido. Entre esses conceitos compartilhados estão o misticismo, religiosidade e esteticismo, vinculados a uma filosofia idealista impregnada de pessimismo de final de século que tem sua expressão máxima em Nietzsche e Schopenhauer. Da mesma forma, comum à maioria desses artistas é o gosto pela magia, teosofia e ocultismo, e uma certa atração pelo satanismo. Em relação a isso, uma obra de referência para artistas simbolistas foi A Filosofia do Inconsciente de Eduard von Hartmann (1877), em que se afirmava que a arte deveria ser um método de penetrar no inconsciente e revelar seus mistérios mais ocultos.
Em relação ao gosto pelo misterioso e pelo inconsciente, os simbolistas mostraram uma preferência especial pela alegoria, pela representação de ideias através de imagens evocativas dessas ideias. Para isso, recorreram frequentemente a emblemas, mitologia e iconografia relacionadas com lendas medievais e figuras do folclore popular, especialmente nos países germânicos e escandinavos. Outra variante do oculto era a atração pelo erotismo, latente em artistas como Moreau ou Redon e evidente em Rops, Stuck, Klimt, Beardsley ou Mossa. Em última análise, essa atração também levou à exploração da morte ou enfermidade, como em Munch, Ensor e Strindberg.

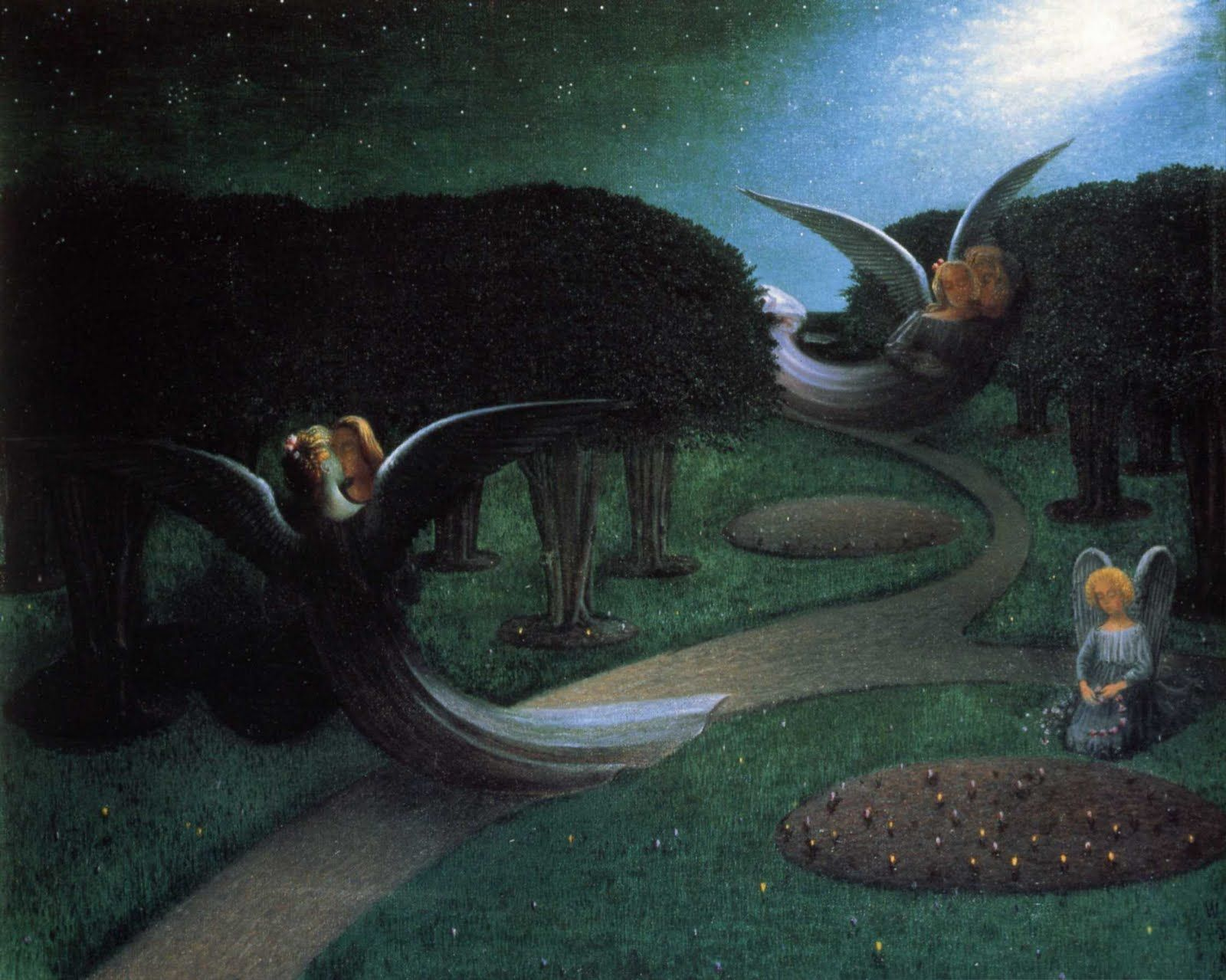
Anjos da noite (1891), por William Degouve de Nuncques, Museu Kröller-Müller, Otterlo

Outra característica da arte simbolista era a sinestesia, a busca de uma relação entre qualidades pictóricas (linha, cor, ritmo) e outras qualidades sensoriais como som e aroma: assim, Gauguin falava do "aspecto musical" de sua arte; Rimbaud relacionou as vogais com cores (A-preto, E-azul, I-vermelho, O-amarelo, U-verde); Baudelaire também aplicava cores a perfumes. Essa inter-relação entre os sentidos foi teorizada por Baudelaire em sua Correspondências (1857), na qual ele defendeu a expressividade da arte como meio de satisfazer todos os sentidos simultaneamente. Por outro lado, o lituano Mikalojus Konstantinas Čiurlionis, que foi pintor e compositor, criou uma teoria segundo a qual a cor era o ponto de união entre as várias artes, que na pintura era o elo entre os vários motivos e na música era uma imagem da "ordem cósmica divina".
A pintura simbolista defendia a composição de memória contra a pintura à plein air defendida pelo impressionismo. Uma de suas características essenciais era a linha, em contornos sinuosos de aparência orgânica, uma linha fluida e dinâmica, estilizada, em que a representação passa do naturalismo à analogia. A bidimensionalidade inerente à pintura é reivindicada, abandonando a perspectiva e a representação de um espaço ilusório, a gravidade, a aparência tridimensional.
Entre os motivos preferidos pelos simbolistas estão temas tradicionais—embora frequentemente reinterpretados—e temas recém-inventados. Entre os primeiros estão retratos, paisagens e pinturas narrativas de histórias e lendas, que servem como novas formas de simbolizar conceitos como amor, solidão, saudade, etc. O retrato simbolista é de introspecção psicológica, frequentemente idealizado, principalmente nas mulheres, em que se destacam os olhos, a boca e os cabelos. Baudelaire comparou olhos a joias e cabelos a uma sinfonia de aromas ou a um mar de ondas. Os olhos eram considerados espelhos da alma, geralmente nostálgicos e melancólicos. Já a boca pode ser grande como uma flor ou pequena como símbolo de silêncio, como na obra de Fernand Khnopff. Quanto à paisagem, preferiam—da mesma forma que no Romantismo—lugares solitários e nostálgicos, evocativos, sugestivos, de preferência selvagens e abandonados, não maculados pelo homem, em horizontes abertos, quase infinitos. Não costumam ser paisagens vazias, mas em geral se recorre à presença humana, para a qual a paisagem é um veículo de evocação ou projeção de estados psíquicos.

### Fundo

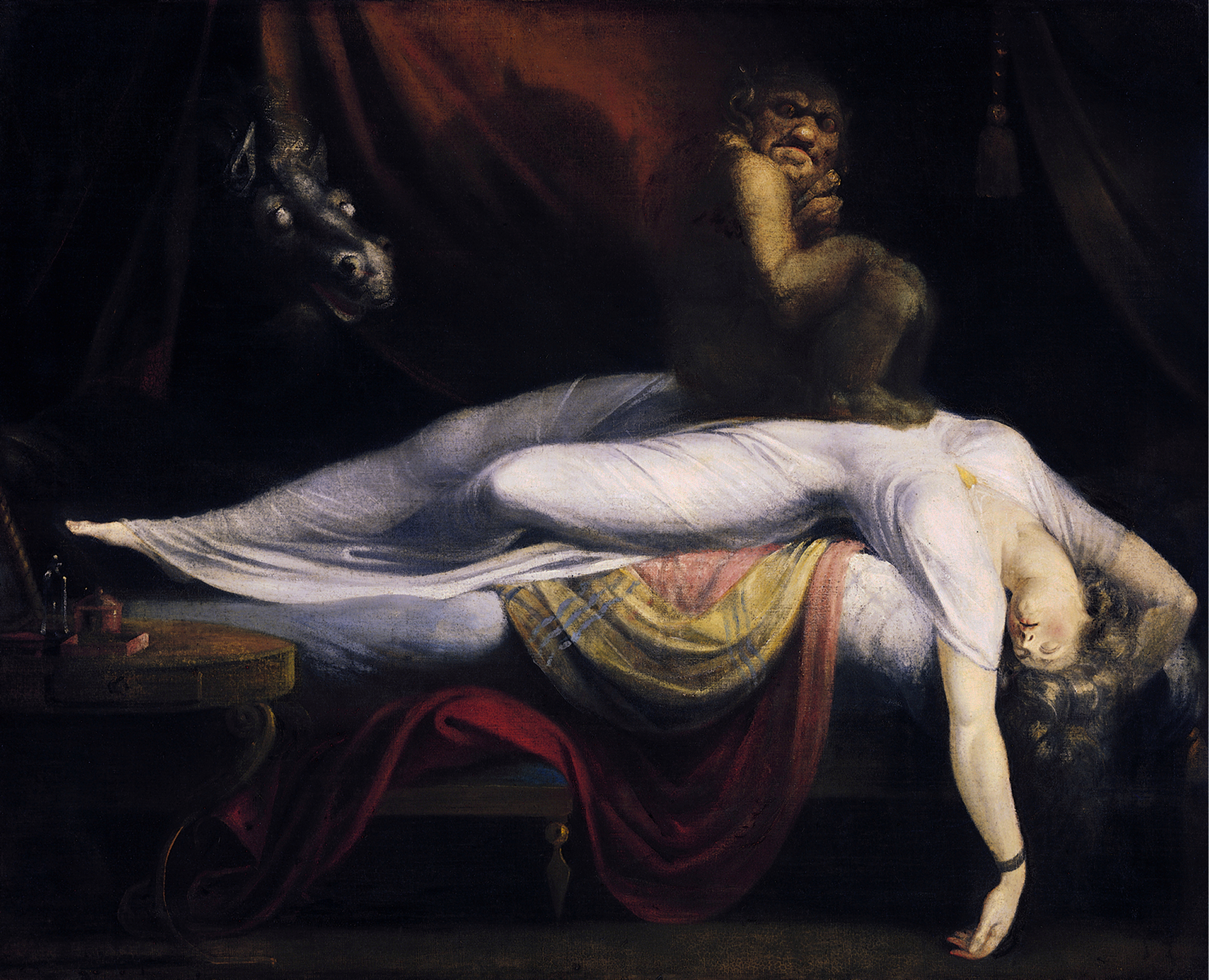
O Pesadelo (1781), de Johann Heinrich Füssli, Instituto de Artes de Detroit, Detroit

O simbolismo entendido como meio de expressão do "símbolo", isto é, de um tipo de conteúdo seja escrito, sonoro ou plástico que visa transcender a matéria para significar uma ordem superior de elementos intangíveis, sempre existiu na arte como manifestação humana, uma de cujas qualidades sempre foi a evocação espiritual e a busca de uma linguagem que transcenda a realidade. Assim, a presença do símbolo na arte pode ser percebida desde a pintura rupestre pré-histórica e tem sido uma constante principalmente na arte ligada às crenças religiosas, da arte egípcia ou asteca à cristã, islâmica, budista ou qualquer das múltiplas religiões que hão surgido ao longo da história. Um fundo simbólico está presente na maioria dos movimentos da arte moderna, como o Renascimento, o maneirismo, o Barroco, o rococó ou o Romantismo. Em geral, esses movimentos se contraporam com outros que colocavam maior ênfase na descrição da realidade—tendência em geral conhecida como naturalismo—como o academicismo, o neoclassicismo, o realismo ou o impressionismo.

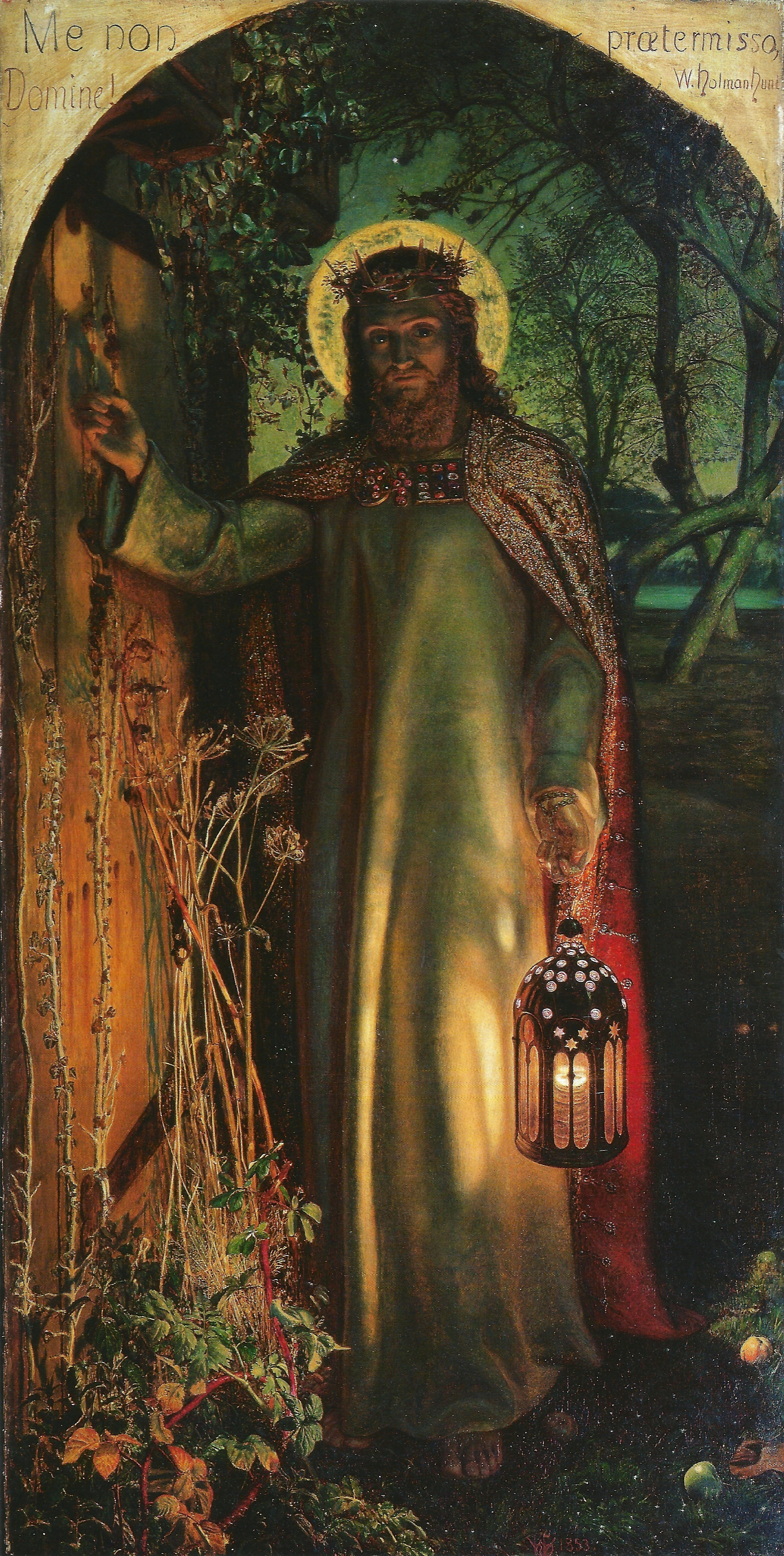
A Luz do Mundo (1853), de William Holman Hunt, Keble College, Universidade de Oxford

Alguns artistas renascentistas como Botticelli e Mantegna exerceram grande influência sobre os pintores simbolistas: o primeiro especialmente na Inglaterra (Beardsley, Burne-Jones, Ricketts) e o segundo na França com Moreau e Redon, e mesmo Picasso. Outros artistas renascentistas que deram grande importância ao conteúdo simbólico de suas obras foram Giorgione, Ticiano e Albrecht Dürer, também admirados pelos simbolistas do século XIX. Um certo grau de simbolismo pode ser percebido também na obra de artistas barrocos como Rubens e Cláudio de Lorena, bem como em um gênero amplamente tratado nessa época, o das vanitas, cuja finalidade é, por definição, sempre simbólica: relembrar os observador do efêmero da vida e da igualdade ante à morte. No rococó (século XVIII ), uma referência especial para os simbolistas foi Jean-Antoine Watteau, cujas obras se afastaram da alegoria simbólica convencional que havia sido frequente no Renascimento e no Barroco para explorar um simbolismo mais sutil e oculto, no qual é necessário aprofundar para compreender as intenções do artista e, portanto, se aproximar do movimento simbolista.
As raízes mais próximas do simbolismo, já no século XIX, são encontrados no Romantismo e em algumas de suas ramificações, como o nazarenismo e o pré-rafaelismo. Já nesses movimentos se percebem alguns traços característicos do simbolismo, como o subjetivismo, a introspecção, o misticismo, a evocação lírica e a atração pelo misterioso e irracional. Artistas românticos como William Blake, Johann Heinrich Füssli, Caspar David Friedrich, Eugène Delacroix, Philipp Otto Runge, Moritz von Schwind ou Ludwig Richter são o prelúdio do estilo desenvolvido pelos artistas simbolistas. Outro precedente que é frequentemente considerado é Francisco de Goya, um artista abrangendo o Rococó e o Romantismo—um gênio inclassificáveou—que preludia o simbolismo em obras como O sono da razão produz monstros (1799, Museu do Prado, Madri).
O Romantismo foi um movimento inovador que pôs a primeira fratura contra o principal motor que impulsionava os tempos modernos: a razão. De acordo com Isaiah Berlin, houve "uma deslocamento na consciência que partiu a espinha dorsal do pensamento europeu". Para os românticos, o mundo objetivo dos sentidos não tinha validade, então eles se volveram à sua antítese: a subjetividade. Os artistas voltaram-se para o seu mundo interior, era seu próprio temperamento o que ditava as regras e não a sociedade. Diante das regras acadêmicas, deram primazia à imaginação, que seria o novo veículo de expressão. Tudo isso está nos alicerces da arte simbolista, a ponto de alguns especialistas considerá-lo parte do movimento romântico.
O predecessor imediato do simbolismo foi o pré-rafaelismo, um grupo de artistas britânicos que se inspiraram—como o nome sugere—em pintores italianos anteriores a Rafael, bem como na fotografia recém-surgida, com expoentes como Dante Gabriel Rossetti, John Everett Millais, William Holman Hunt, Ford Madox Brown e Edward Burne-Jones. Embora seu estilo seja realista, com imagens de grande detalhe, cores vivas e obra brilhante, suas obras são repletas de alusões simbólicas, muitas vezes de inspiração literária e de tom moralizador, além de forte misticismo. Sua temática se centra em inúmeras ocasiões em lendas medievais—especialmente o ciclo arturiano—, o mundo renascentista ou dramas de Shakespeare. Sua estética é geralmente voltada para a beleza feminina, uma espécie de beleza sensual, mas lânguida, com certo ar de melancolia e idealização da figura feminina.

### Fontes literárias

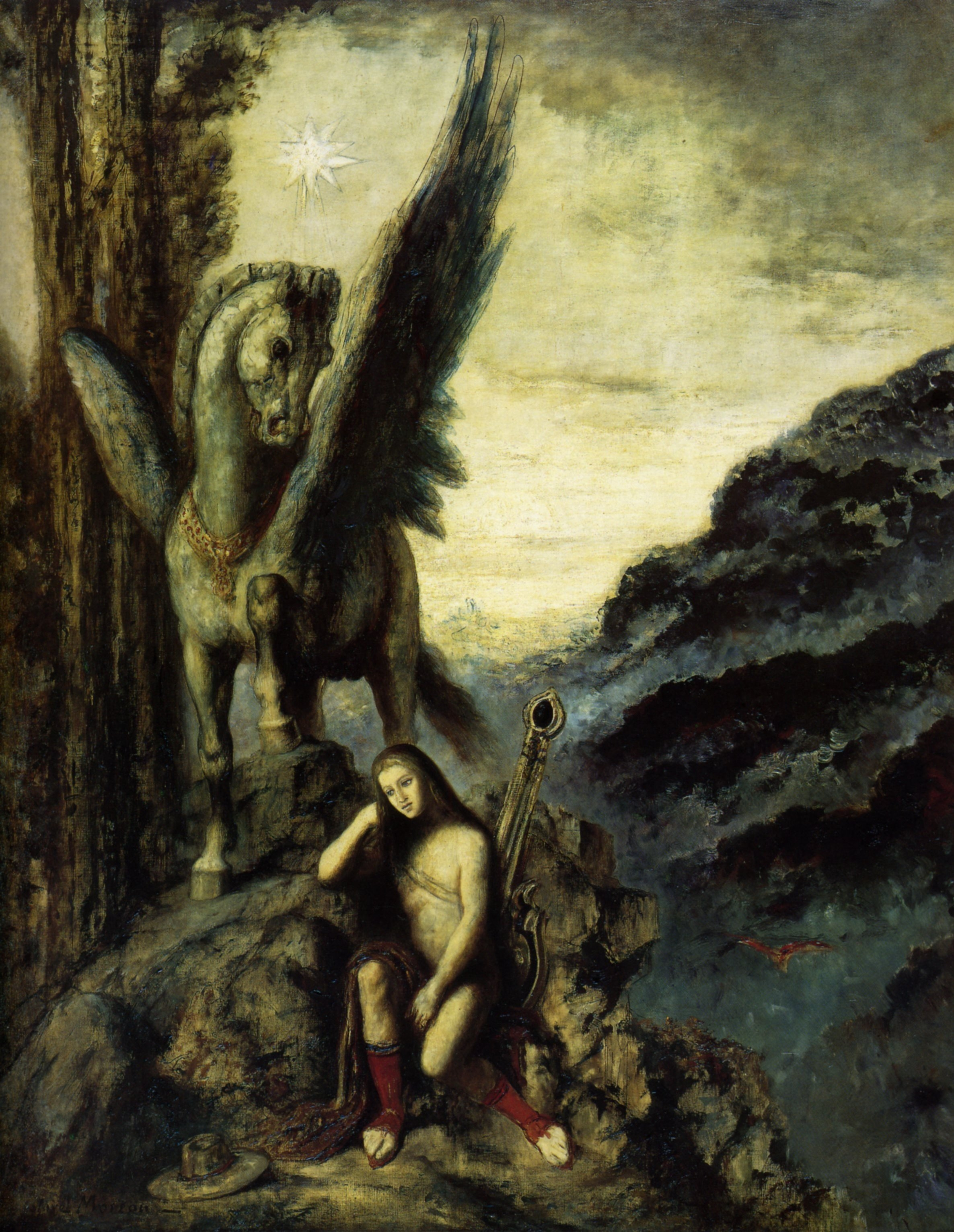
O poeta viajante (sem data), de Gustave Moreau, Museu Gustave Moreau, Paris

### Esteticismo

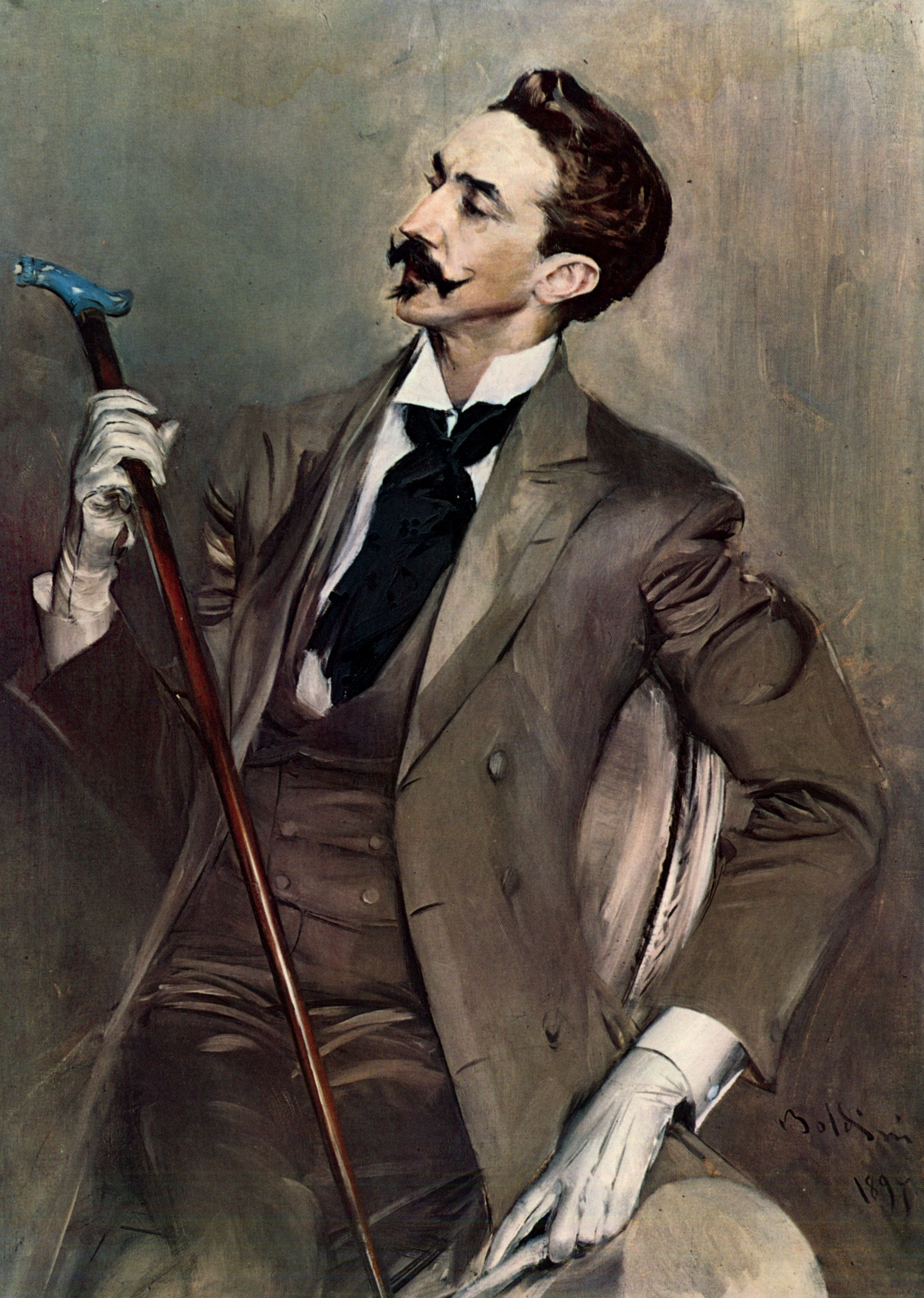
Retrato do conde Robert de Montesquiou (1897), de Giovanni Boldini, Musée d'Orsay, Paris. Protótipo do dândi, o Conde de Montesquiou foi, provavelmente, o modelo do personagem Jean Floressas des Esseintes do livro Às Avessas por Joris-Karl Huysmans (1884)

### Disseminação e legado

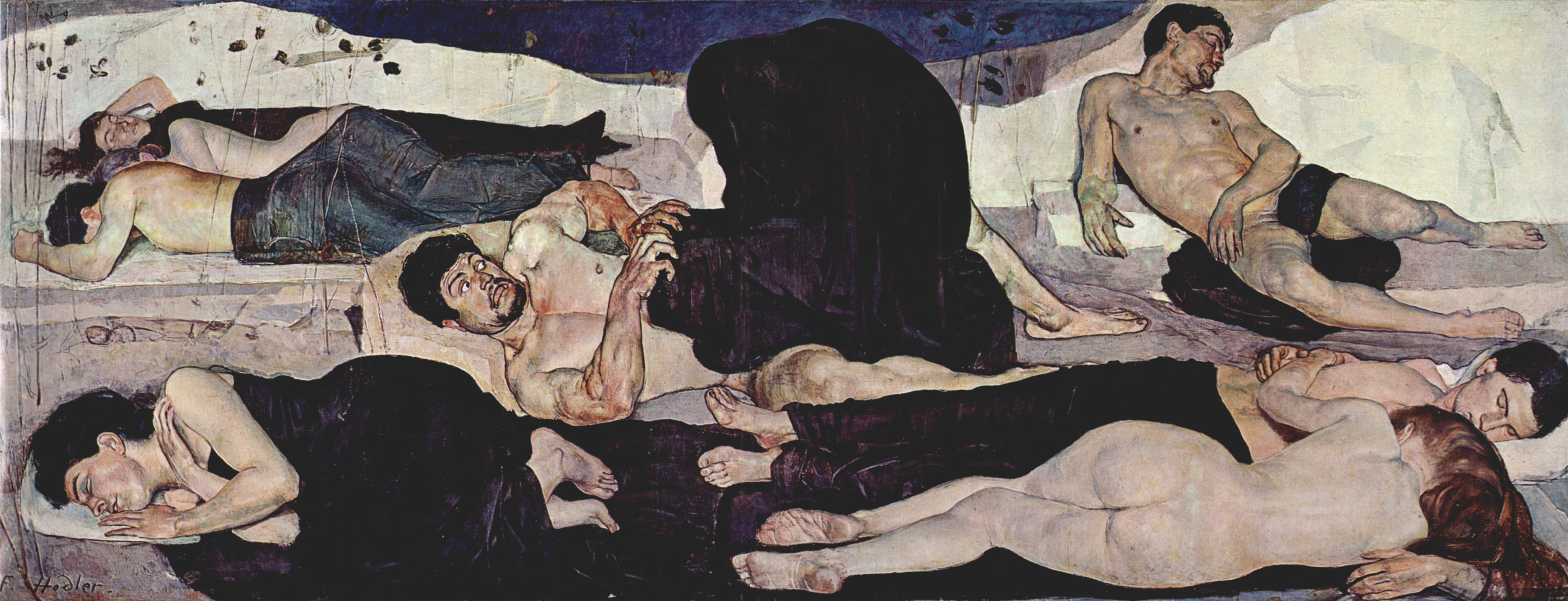
A noite (1889-1890), de Ferdinand Hodler, Museu de Belas Artes de Berna

## França

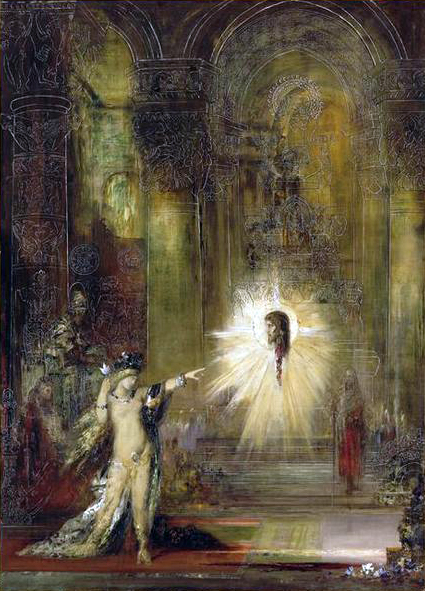
A aparição (1874-1876), de Gustave Moreau, Museu Gustave Moreau, Paris

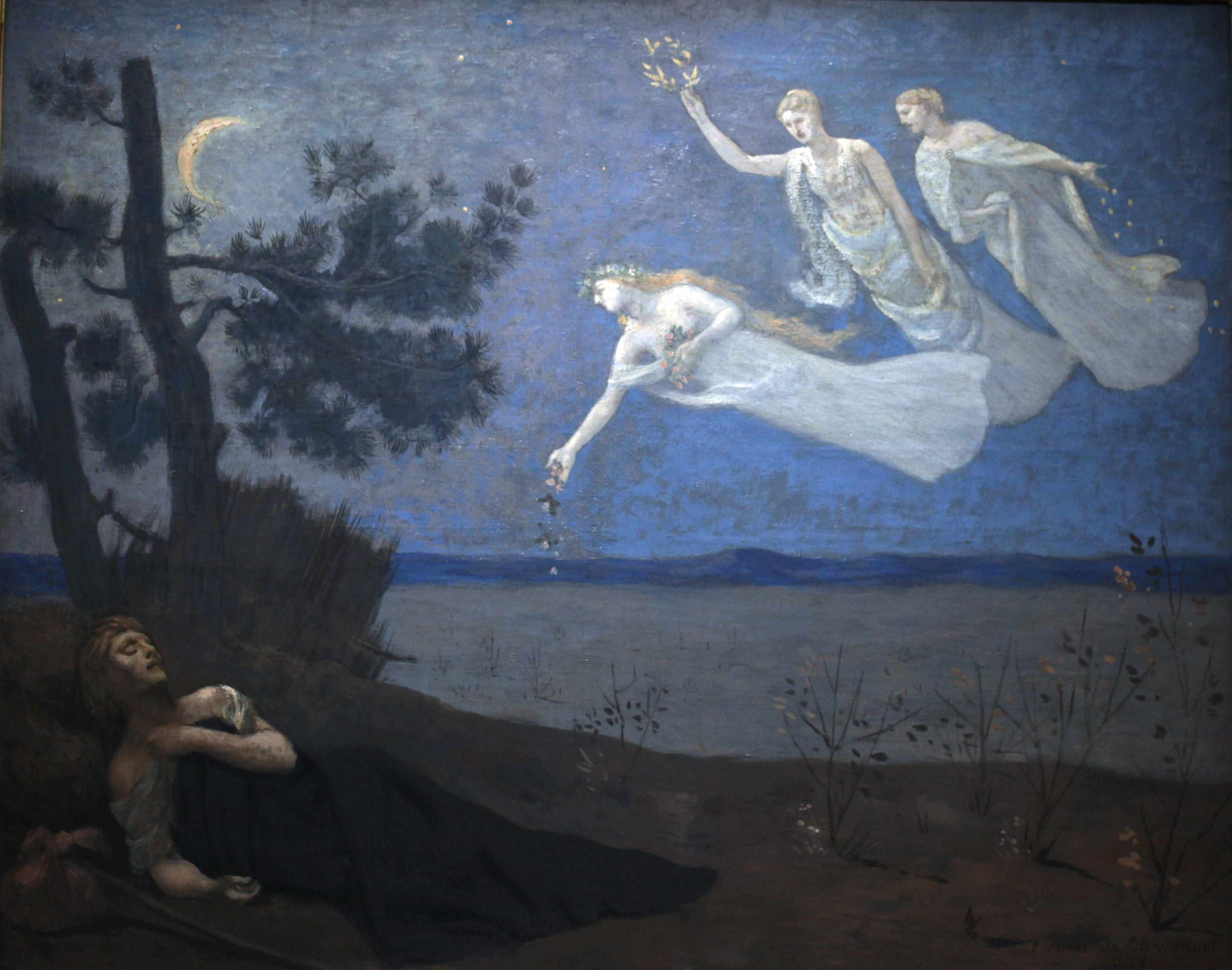
O sonho (1883), de Pierre Puvis de Chavannes, Museu do Louvre, Paris

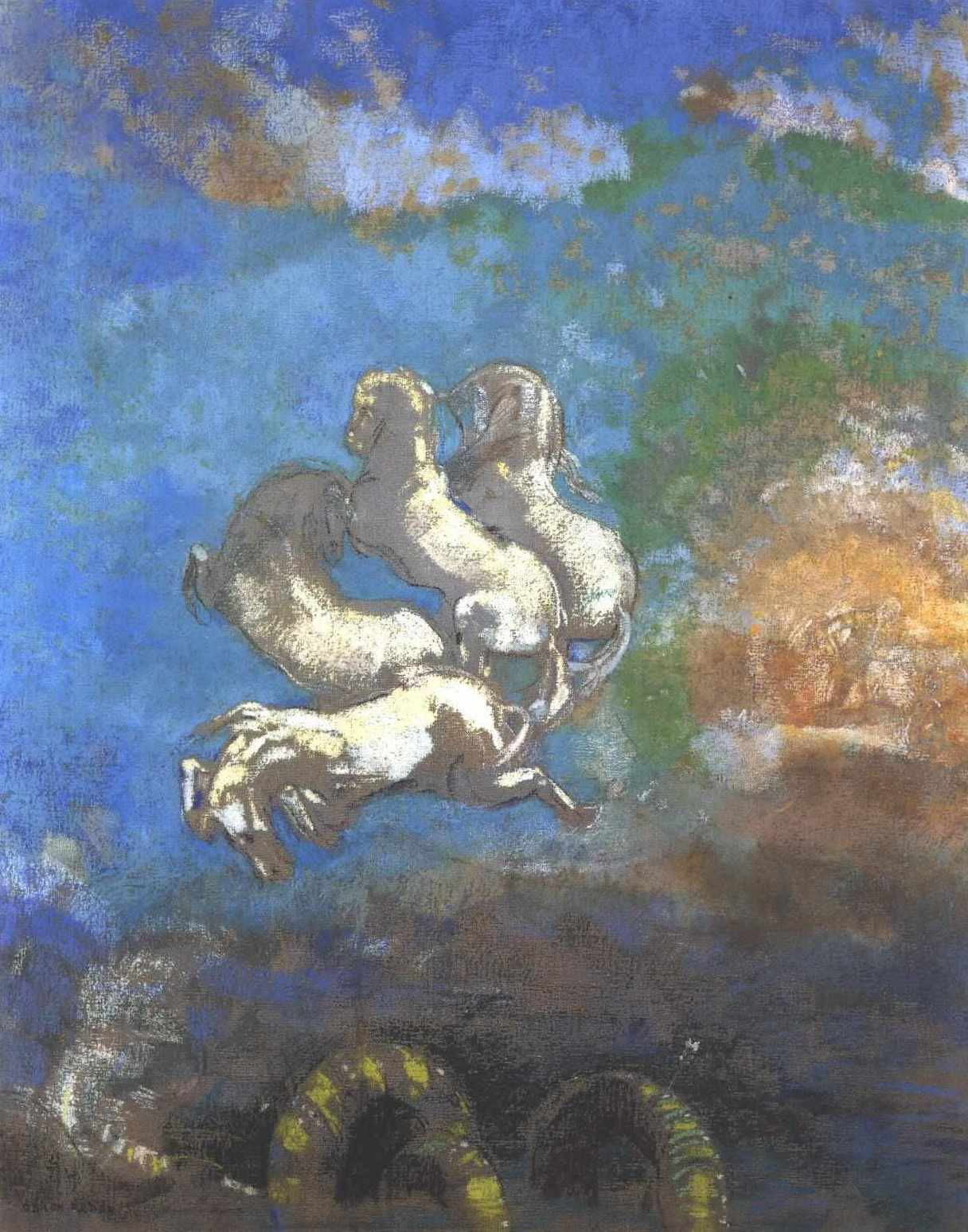
O carro de Apolo (1905-1914), de Odilon Redon, Musée d'Orsay, Paris

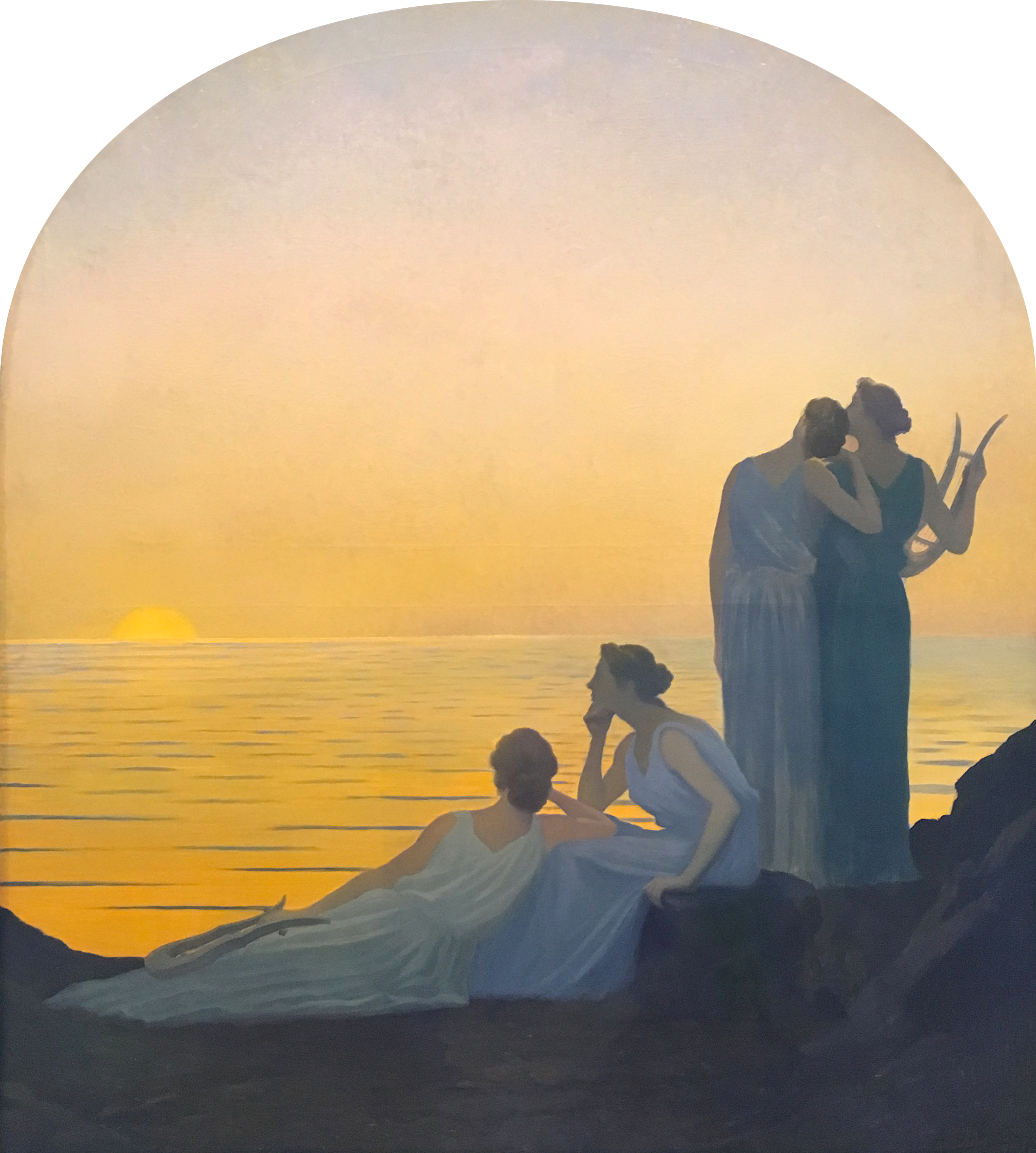
Tarde antiga (1908), de Alphonse Osbert, Petit Palais, Paris

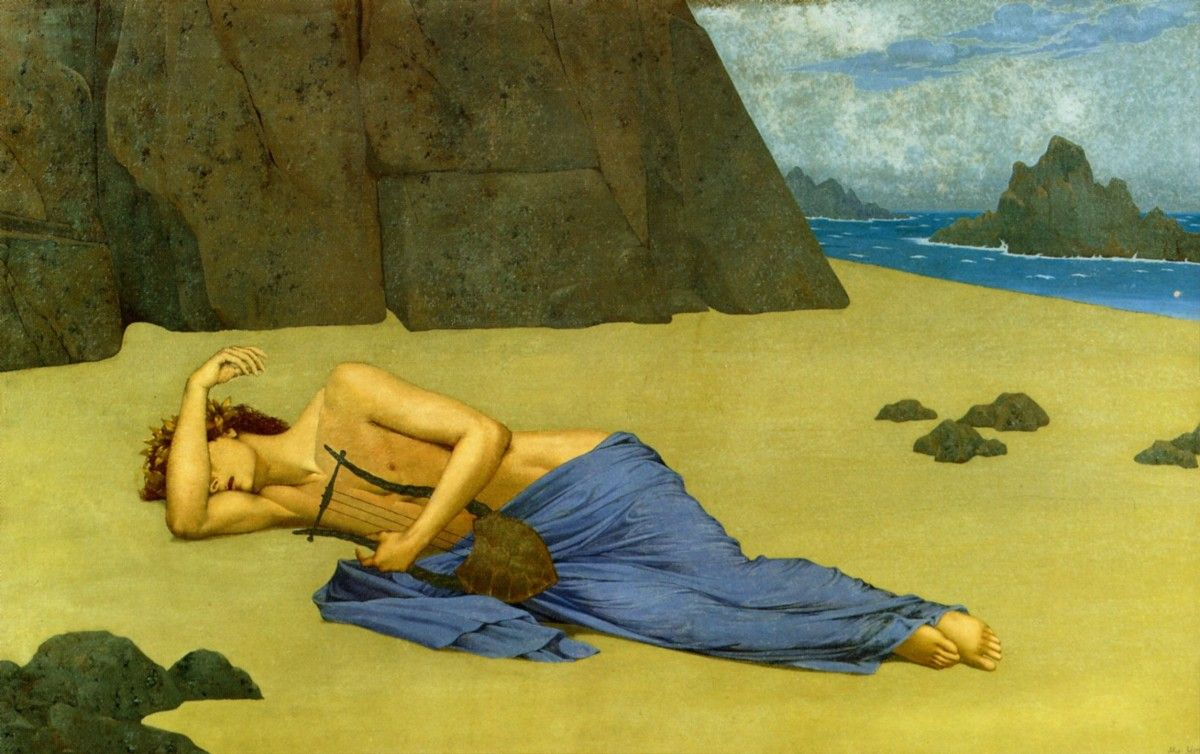
Lamento de Orfeu (1896), de Alexandre Séon, Musée d'Orsay, Paris

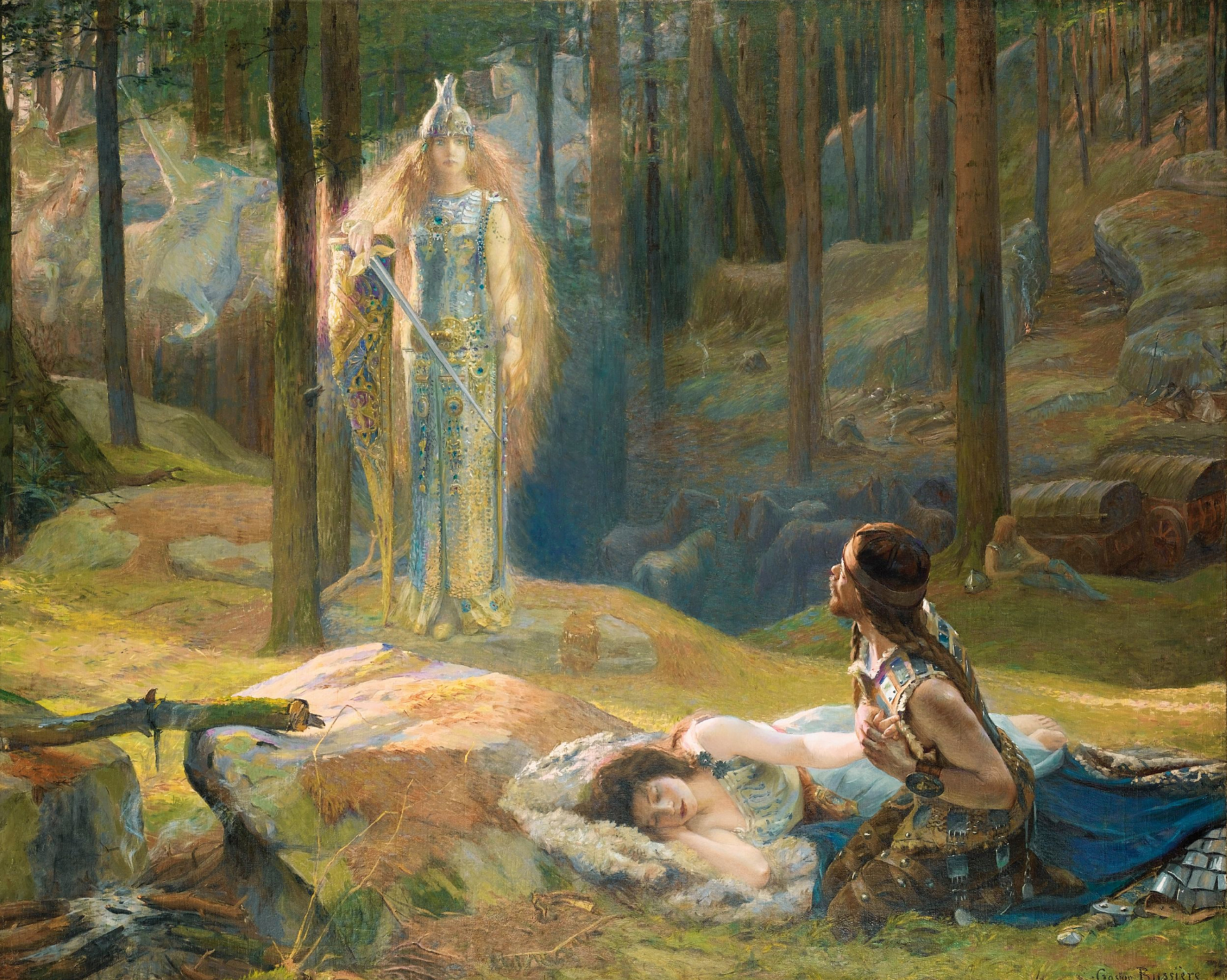
A revelação (1894), de Gaston Bussière, Musée Thomas-Henry, Cherbourg-en-Cotentin